# قصر ابو هادی
قصر ابو هادی (عربی: قصر ابو هادي) یک روستا در لیبی است که در سرت واقع شده‌است. این روستا در فاصله ۲ کیلومتری شرق پایگاه هوایی قرضابیه و ۲۰ کیلومتری جنوب سرت قرار دارد.. قصر ابو هادی ۴٬۸۹۰ نفر جمعیت دارد.